# Morskovodnice
Morskovodnice (lat. Chelonioidea) ili, kako ih još često nazivaju "morske kornjače", su porodica iz reda kornjača (Chelonia) kojih ima oko 200 vrsta. Sve zajedno spadaju u razred gmazova.

## Sistematika
- Porodica Cheloniidae
  - Caretta
  - Chelonia
  - Eretmochelys
  - Lepidochelys
  - Natator
- Porodica Dermochelyidae
  - Dermochelys
- Porodica Protostegidae (izumrli)
- Porodica Toxochelyidae (izumrli)
- Porodica Thalassemyidae (izumrli)